# Pallacanestro ai Giochi della solidarietà islamica
La pallacanestro ai Giochi della solidarietà islamica fa parte del programma sportivo dei Giochi fin dall'edizione inaugurale del 2005. Inizialmente è stato disputato un solo torneo maschile, e a partire dal 2013 si è aggiunto un analogo torneo destinato a nazionali femminili.
Le prime due edizioni (2005 e 2013) prevedevano una competizione di pallacanestro classica con squadre di cinque giocatori, mentre dal 2017 è subentrata la pallacanestro 3x3.

## Torneo maschile
| 2005 Dettagli | La Mecca  | Azerbaigian | 82 – 69           | Algeria   | Iran      | 75 – 66           | Tunisia      |
| 2013 Dettagli | Palembang | Turchia     | Classifica finale | Palestina | Indonesia | Classifica finale | Kuwait       |
| 2017 Dettagli | Baku      | Azerbaigian | 13 – 9            | Qatar     | Turchia   | 17 – 10           | Turkmenistan |

### Medagliere
| Pos.   | Nazione     | Oro | Argento | Bronzo | Totale |
| ------ | ----------- | --- | ------- | ------ | ------ |
| 1      | Azerbaigian | 2   | 0       | 0      | 2      |
| 2      | Turchia     | 1   | 0       | 1      | 2      |
| 3      | Algeria     | 0   | 1       | 0      | 1      |
| 3      | Palestina   | 0   | 1       | 0      | 1      |
| 3      | Qatar       | 0   | 1       | 0      | 1      |
| 6      | Indonesia   | 0   | 0       | 1      | 1      |
| 6      | Iran        | 0   | 0       | 1      | 1      |
| Totale | Totale      | 3   | 3       | 3      | 9      |

## Torneo femminile
| 2013 Dettagli | Palembang | Indonesia   | Classifica finale | Egitto | Qatar   | Classifica finale |              |
| 2017 Dettagli | Baku      | Azerbaigian | 13 – 7            | Mali   | Turchia | 13 – 9            | Turkmenistan |

### Medagliere
| Pos.   | Nazione     | Oro | Argento | Bronzo | Totale |
| ------ | ----------- | --- | ------- | ------ | ------ |
| 1      | Azerbaigian | 1   | 0       | 0      | 1      |
| 1      | Indonesia   | 1   | 0       | 0      | 1      |
| 3      | Egitto      | 0   | 1       | 0      | 1      |
| 3      | Mali        | 0   | 1       | 0      | 1      |
| 5      | Qatar       | 0   | 0       | 1      | 1      |
| 5      | Turchia     | 0   | 0       | 1      | 1      |
| Totale | Totale      | 2   | 2       | 2      | 6      |